# Antepipona declarata
Antepipona declarata är en stekelart som beskrevs av Giordani Soika 1991. Antepipona declarata ingår i släktet Antepipona och familjen Eumenidae. Inga underarter finns listade i Catalogue of Life.